# Miho Komatsu
Miho Komatsu (小松 未歩 Komatsu Miho?), nacida el 30 de marzo de 1974 es una cantante de J-Pop. Fue miembro de una banda llamada Keyboard y posteriormente envío un demo a Giza Studio. Fue contratada e hizo su debut con el sencillo Nazo, el cual se convirtió en un éxito. Cuatro de sus canciones fueron incluidas en "The Best of Detective Conan" (2000), un álbum del soundtrack del anime Detective Conan vendió más de un millón de copias. Hasta la fecha, ha grabado ocho álbumes, veintiséis sencillos y más de diez videos.

## Discografía

### Singles
- Nazo 謎 (28 de mayo de 1997, ZADS-1001) #11
- Kagayakeru Hoshi 輝ける星 (25 de septiembre de 1997, AODS-1001) #27
- Negaigoto Hitotsu Dake 願い事ひとつだけ (14 de enero de 1998, AODS-1003) #10
- Anybody's game (18 de marzo de 1998, AODS-1004) #9
- Chance チャンス (19 de agosto de 1998, AODS-1005) #3
- Koori no ue ni tatsu you ni 氷の上に立つように (14 de octubre de 1998, AODS-1006) #5
- Sayonara no kakera さよならのかけら (3 de marzo de 1999, AOCS-1004) #14
- Saitan kyori de 最短距離で (8 de mayo de 1999, GZDA-1005) #16
- Kaze ga soyogu basho 風がそよぐ場所 (30 de junio de 1999, GZDA-1008) #9
- Anata ga iru kara あなたがいるから (21 de junio de 2000, GZCA-1038) #9
- Kimi no me ni wa utsuranai 君の瞳には映らない (18 de octubre de 2000, GZCA-1047) #21
- Love gone (31 de enero de 2001, GZCA-1060) #27
- Todomaru koto no nai ai とどまることのない愛 (30 de mayo de 2001, GZCA-1080) #23
- Saigo no todire さいごの砦 (8 de agosto de 2001, GZCA-2006) #36
- Aishiteru… 愛してる... (5 de diciembre de 2001, GZCA-2023) #32
- Dance (29 de mayo de 2002, GZCA-2038) #30
- Mysterious love (27 de noviembre de 2002, GZCA-7003) #21
- Futari no negai ふたりの願い (19 de marzo de 2003, GZCA-7012) #29
- Watashi sagashi 私さがし (25 de junio de 2003, GZCA-7021) #34
- Tsubasa wa Nakutemo 翼はなくても (26 de noviembre de 2003, GZCA-7035) #35
- namida Kirari Tobase 涙キラリ飛ばせ (28 de abril de 2004, GZCA-7050) #37
- Suna no Shiro 砂のしろ (7 de julio de 2004, GZCA-4007) #55
- I~Dare ka I～誰か... (20 de octubre de 2004, GZCA-4023) #38
- I just wanna hold you tight (18 de mayo de 2005, GZCA-4039) #38
- Anata iro あなた色 (17 de agosto de 2005, GZCA-4048) #32
- Koi ni nare... 恋になれ... (7 de diciembre de 2005, GZCA-4057) #38

### Álbumes
- Komatsu Miho Nazo 小松未歩 謎 (3 de diciembre de 1997, AOCS-1001)
- Komatsu Miho 2nd ~Mirai~ 小松未歩 2nd～未来～ (19 de diciembre de 1998, AOCS-1003)
- Komatsu Miho 3rd ~everywhere~ 小松未歩 3rd～everywhere～ (16 de febrero de 2000, GZCA-1022)
- Komatsu Miho 4 ~A thousand feelings~ 小松未歩 4～A thousand feelings～ (7 de marzo de 2001, GZCA-1064)
- Komatsu Miho 5 ~source~ 小松未歩 5～source～ (25 de septiembre de 2002, GZCA-5020)
- Komatsu Miho 6th ~Hanano~ 小松未歩 6th～花野～ (25 de septiembre de 2003, GZCA-5034)
- Komatsu Miho lyrics 小松未歩 lyrics (26 de noviembre de 2003, GZCA-5043)
- Komatsu Miho 7 ~prime number~ 小松未歩 7～prime number～ (26 de enero de 2005, GZCA-5062)
- Komatsu Miho 8 ~a piece of cake~ 小松未歩 8～a piece of cake～ (26 de abril de 2006, GZCA-5078)

## The Best Album
- Komatsu Miho Best ~once more~ 小松未歩 ベスト ～once more～(22 de noviembre de 2006, GZCA-5096)

## Remix Album
- Komatsu Miho “WONDERFUL WORLD” ~Single Remixes&More~ 小松未歩 “WONDERFUL WORLD”～Single Remixes&More～ (27 de noviembre de 2002, GZCA-5023)

## Ballad Selection Album
- lyrics(26 de noviembre de 2003, GZCA-5043)